# Eusebio Díaz
Eusebio Díaz (* 1901; † 1959) war ein paraguayischer Fußballspieler. Der Mittelfeldspieler nahm mit der paraguayischen Nationalmannschaft an der ersten Fußball-Weltmeisterschaft 1930 teil.

## Karriere
Auf Vereinsebene spielte Díaz für den Club Guaraní aus der Hauptstadt Asunción.
Mit der Nationalmannschaft nahm er am Campeonato Sudamericano 1923, 1924, 1925 und 1929 teil.
Bei der ersten Fußball-Weltmeisterschaft 1930 in Uruguay wurde Díaz in das paraguayische Aufgebot berufen. Er bestritt die beiden Gruppenspiele Paraguays gegen die Vereinigten Staaten und Belgien.
Insgesamt absolvierte er mindestens zehn Länderspiele für Paraguay, in denen er ohne Torerfolg blieb.